# Leszek Stachlewski
Leszek Franciszek Stachlewski (ur. 3 grudnia 1948) – działacz Ochotniczej Straży Pożarnej w Ożarowie Mazowieckim.

## Życiorys
Urodził się w 1948. Od 1956 związany ze strażą pożarną w Ożarowie Mazowieckim. Został wówczas zapisany do ówczesnej Chłopięcej Drużyny Pożarniczej w Ożarowie Mazowieckim. Już jako dwunastolatek jeździł do akcji strażackich. Wieloletni honorowy dawca krwi. W 1972 został naczelnikiem i równocześnie komendantem straży. Funkcję naczelnika pełnił do 11 marca 2017. W dniu 26 maja 2017 Rada Miejska w Ożarowie Mazowieckim uchwałą Nr XLI/414/17 przyznała mu tytuł „Honorowego Obywatela Gminy Ożarów Mazowiecki”.

## Odznaczenia
- Odznaka „Strażak Wzorowy”,
- Brązowy Medal „Za Zasługi dla Pożarnictwa”,
- Srebrnym Medal „Za Zasługi dla Pożarnictwa”,
- Złoty Medal „Za Zasługi dla Pożarnictwa”,
- Złoty Znak Związku OSP Rzeczypospolitej Polskiej,
- Brązowy Krzyż za Zasługi dla Pożarnictwa,
- Srebrny Krzyż za Zasługi dla Pożarnictwa,
- Odznaka honorowa „Zasłużony Honorowy Dawca Krwi”[2].